# Paul Canioni
Paul Canioni est un chercheur en biophysique et un recteur d'académie né le 8 avril 1946 à Murato en Haute-Corse.

## Biographie
Son père, Napoléon Canioni, était cordonnier, et sa mère, Marie-Louise Bazziconi. Il est entouré de deux frères et d'une sœur, qui vivent en Haute-Corse.
Paul Canioni étudia initialement à l'école du village, jusqu'à treize ans. Il partit alors au lycée Marbœuf, à Bastia, où il était placé en internat. Il obtint ainsi son baccalauréat à dix sept ans (juin 1963) [réf. nécessaire].
Il poursuit alors ses études à Grenoble, puis à Marseille pour obtenir un doctorat de 3e cycle en 1976 en biochimie, puis un doctorat d'état en Sciences-Physiques en 1981.
En 1967, il se maria avec Monique Julie Casta, et eut un fils, Lionel, né en 1968, et une fille, Aurélia, née en 1975. Ils vécurent à Marseille jusqu'en 1981, puis aux États-Unis entre les années 1982 et 1983. Il revint alors à Marseille, pendant quelques années, mais repartit ensuite à Bordeaux.

## Affectations successives
- Enseignant chercheur, il est nommé en 1970 assistant à l’Université Aix-Marseille I, à l’Institut de chimie biologique.

- Service militaire dans le cadre de la coopération culturelle, à la Faculté des sciences de Rabat (1971-1973), puis séjour dans ce pays au titre de la coopération civile jusqu’en 1976. Paul Canioni participe à la création du laboratoire de biochimie à la Faculté des sciences de Rabat, 1re structure de recherche dans ce domaine au Maroc.

- Retour à l’Institut de chimie biologique à Marseille (1976-1987). Paul Canioni se consacre à l’étude structurale et fonctionnelle de deux protéines de la sécrétion pancréatique et voit tout l’intérêt d’utiliser les techniques de la résonance magnétique nucléaire (RMN) pour l’étude de systèmes vivants. Il effectue un séjour d’un an à l’université Yale (États-Unis) pionnière en la matière, puis développe ensuite ces thèmes à son retour à Marseille dans une unité du CNRS dès 1983.

- Professeur de biophysique à l’Université Bordeaux II à partir de 1987, il crée une équipe de recherche au sein de l’Institut de biochimie cellulaire et neurochimie du CNRS, avec comme activité principale l’étude du métabolisme cellulaire par RMN. Il obtient par la suite, la construction de locaux affectés à la recherche en spectroscopie et imagerie par résonance magnétique (IRM) et la création de l’unité de recherche du CNRS qu’il dirige depuis janvier 1994.

- Nommé recteur de l’Académie de Corse par décret du 26 septembre 2002 puis recteur de l’Académie de La Réunion en janvier 2006.

- Nommé recteur de l’Académie d'Orléans-Tours en octobre 2008, jusqu'en avril 2011.

## Autres fonctions
Au-delà des activités d’enseignant et de chercheur, Paul Canioni a participé à de nombreuses tâches d’intérêt collectif ou administratif : directeur de l’UFR des Sciences de la vie de l’Université de Bordeaux 2 entre 1996  et 2001, membre d’une commission scientifique spécialisée à l’INSERM,  puis du comité national de recherche scientifique. Il a aussi siégé durant plusieurs années au Conseil national des universités.

## Publications
Paul Canioni est l’auteur ou le coauteur de plus de 130 articles dans des revues scientifiques internationales (Europe et États-Unis) et plus de 250 communications et conférences dans des congrès. Dont les plus citées sont :
- In vivo macrophage activity imaging in the central nervous system detected by magnetic resonance Vincent Dousset, Christophe Delalande, Lucrecia Ballarino, Bruno Quesson, Danielle Seilhan, Monique Coussemacq, Eric Thiaudiére, Bruno Brochet, Paul Canioni, Jean-Marie Caillé Magnetic Resonance in Medicine Volume 41, Issue 2, Pages 329 - 333, 25 Feb 1999
- Comparison of Ultrasmall Particles of Iron Oxide (USPIO)-Enhanced T2-Weighted, Conventional T2-Weighted, and Gadolinium-Enhanced T1-Weighted MR Images in Rats with Experimental Autoimmune Encephalomyelitis Vincent Dousset, Lucrecia Ballarino, Christophe Delalande, Monique Coussemacq, Paul Canioni, Klaus G. Petry and Jean-Marie Caillé, American Journal of Neuroradiology 20:223-227 (2 1999)

## Distinctions
- Chevalier de la Légion d'honneur
- Chevalier de l'Ordre national du Mérite
- Commandeur dans l'Ordre des Palmes académiques
- Professeur Classe exceptionnelle